# Grand Prix Španělska 1974
Grand Prix Španělska 1974 (oficiálně XX Gran Premio de España) se jela na okruhu Circuito del Jarama v Madridu ve Španělsku dne 28. dubna 1974. Závod byl čtvrtým v pořadí v sezóně 1974 šampionátu Formule 1.

## Závod
| Poř.   | No. | Jezdec               | Konstruktér       | Počet kol | Čas/Odstoupení | Pořadí na startu | Body |
| ------ | --- | -------------------- | ----------------- | --------- | -------------- | ---------------- | ---- |
| 1      | 12  | Niki Lauda           | Ferrari           | 84        | 2:00:29.56     | 1                | 9    |
| 2      | 11  | Clay Regazzoni       | Ferrari           | 84        | + 35.61        | 3                | 6    |
| 3      | 5   | Emerson Fittipaldi   | McLaren-Ford      | 83        | + 1 kolo       | 4                | 4    |
| 4      | 9   | Hans-Joachim Stuck   | March-Ford        | 82        | + 2 kola       | 13               | 3    |
| 5      | 3   | Jody Scheckter       | Tyrrell-Ford      | 82        | + 2 kola       | 9                | 2    |
| 6      | 56  | Denny Hulme          | McLaren-Ford      | 82        | + 2 kola       | 8                | 1    |
| 7      | 16  | Brian Redman         | Shadow-Ford       | 81        | + 3 kola       | 21               |      |
| 8      | 4   | Patrick Depailler    | Tyrrell-Ford      | 81        | + 3 kola       | 16               |      |
| 9      | 33  | Mike Hailwood        | McLaren-Ford      | 81        | + 3 kola       | 17               |      |
| 10     | 24  | James Hunt           | Hesketh-Ford      | 81        | + 3 kola       | 10               |      |
| 11     | 28  | John Watson          | Brabham-Ford      | 80        | + 4 kola       | 15               |      |
| 12     | 15  | Henri Pescarolo      | BRM               | 80        | + 4 kola       | 20               |      |
| 13     | 18  | Carlos Pace          | Surtees-Ford      | 78        | + 6 kol        | 14               |      |
| 14     | 23  | Tim Schenken         | Trojan-Ford       | 76        | Smyk           | 25               |      |
| NC     | 17  | Jean-Pierre Jarier   | Shadow-Ford       | 73        | + 11 kol       | 12               |      |
| Ret    | 26  | Graham Hill          | Lola-Ford         | 43        | Motor          | 19               |      |
| Ret    | 20  | Arturo Merzario      | Iso-Marlboro-Ford | 37        | Nehoda         | 7                |      |
| Ret    | 19  | Jochen Mass          | Surtees-Ford      | 35        | Převodovka     | 18               |      |
| Ret    | 37  | François Migault     | BRM               | 27        | Motor          | 22               |      |
| Ret    | 2   | Jacky Ickx           | Lotus-Ford        | 26        | Brzdy          | 5                |      |
| Ret    | 1   | Ronnie Peterson      | Lotus-Ford        | 23        | Motor          | 2                |      |
| Ret    | 30  | Chris Amon           | Amon-Ford         | 22        | Brzdy          | 23               |      |
| Ret    | 8   | Rikky von Opel       | Brabham-Ford      | 14        | Únik oleje     | 24               |      |
| Ret    | 7   | Carlos Reutemann     | Brabham-Ford      | 12        | Smyk           | 6                |      |
| Ret    | 14  | Jean-Pierre Beltoise | BRM               | 2         | Motor          | 11               |      |
| DNS    | 10  | Vittorio Brambilla   | March-Ford        |           |                |                  |      |
| DNQ    | 27  | Guy Edwards          | Lola-Ford         |           |                |                  |      |
| DNQ    | 21  | Tom Belsø            | Iso-Marlboro-Ford |           |                |                  |      |
| WD     | 25  | Silvio Moser         | Brabham-Ford      |           |                |                  |      |
| WD     | 29  | Jorge de Bagration   | Surtees-Ford      |           |                |                  |      |
| Zdroj: |     |                      |                   |           |                |                  |      |

## Průběžné pořadí po závodě
Pohár jezdců
| Pořadí | Jezdec             | Body |
| ------ | ------------------ | ---- |
| 1      | Clay Regazzoni     | 16   |
| 2      | Niki Lauda         | 15   |
| 3      | Emerson Fittipaldi | 13   |
| 4      | Denny Hulme        | 10   |
| 5      | Carlos Reutemann   | 9    |
| Zdroj: |                    |      |

Pohár konstruktérů
| Pořadí | Konstruktér  | Body |
| ------ | ------------ | ---- |
| 1      | McLaren-Ford | 26   |
| 2      | Ferrari      | 21   |
| 3      | Brabham-Ford | 9    |
| 4      | BRM          | 8    |
| 5      | Tyrrell-Ford | 6    |
| Zdroj: |              |      |